# Пам'ятник Володимиру Великому (Київ)
Па́м'ятник Володи́миру Вели́кому (Пам'ятник князю Володимиру) — найстаріший скульптурний пам'ятник Києва, споруджений у 1853 році. Один із символів міста. Розташований на нижній терасі Володимирської гірки. Архітектурна домінанта Дніпрових круч правобережної частини Києва.

## Історія

### Передісторія
Ще в першій половині XIX століття на території, де нині стоїть пам'ятник, були виноградники Михайлівського Золотоверхого монастиря. Пізніше земля перейшла у власність міста.
З метою запобігання зсувам ґрунту, які загрожували Олександрівському узвозу, у 1840 році проведено роботи з укріплення та благоустрою майбутньої Володимирської гірки (названої так пізніше — на честь пам'ятника (вже після його відкриття) — а тоді відомої як Михайлівська або як Олександрівська). Зважаючи на особливе значення місцевості, яка традиційно пов'язується з хрещенням киян у 988 році, передбачалося увічнення цієї події шляхом побудови каплиці або альтанки на щойно облаштованій нижній терасі.

### Проєктування і будівництво

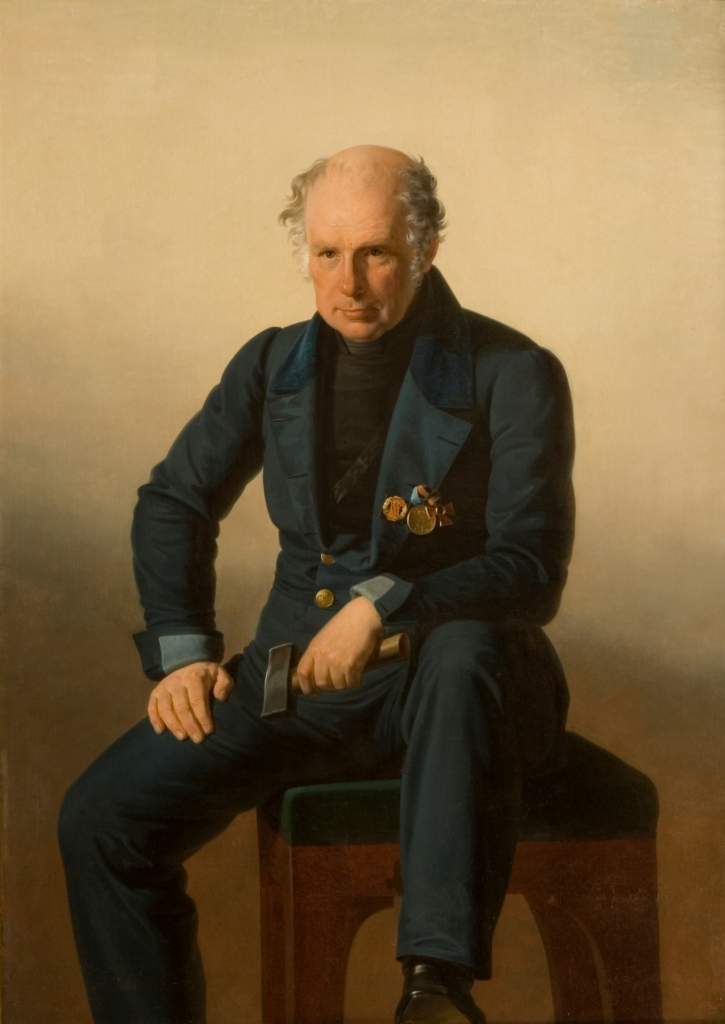
Василь Демут-Малиновський

15 квітня 1833 року з Києва до Санкт-Петербурга надійшов лист президенту Імператорської Академії мистецтв Олексієві Оленіну від київського генерал-губернатора Василя Лєвашова з проханням створити пам'ятник св. Володимиру для Києва. Прохання про залучення провідних скульпторів надійшло і на ім'я Миколи I.
20 травня 1833 року відбулося слухання питання на засіданні ради Імператорської Академії мистецтв. Витратні роботи могли доручити тільки академікам чи професорам, проте ректор академії І. Мартос, а також С. Гольберг і Б. Орловський відмовилися від замовлення.
Скульптор Василь Демут-Малиновський подав на розгляд перший проєкт князю Володимиру. Було складено кошторис (статуя з гіпсу — 20 тис. крб., барельєфу з гіпсу — 5 тис., з міді монумент — 48700, п'єдестал — 18000 крб. Загалом — 91700, проте майстер уступив 1700 крб.).
Демут-Малиновський відкладав роботу через зайнятість іншими проєктами. За ідеєю Демут-Малиновського св. Володимир тримав хрест нахиленим в протилежний бік, п'єдестал — у вигляді скелі, з обох боків якого били фонтанчики. У 1835 році Микола І, невдоволений поданим варіантом, відправив його на допрацювання.

### Інші проєкти

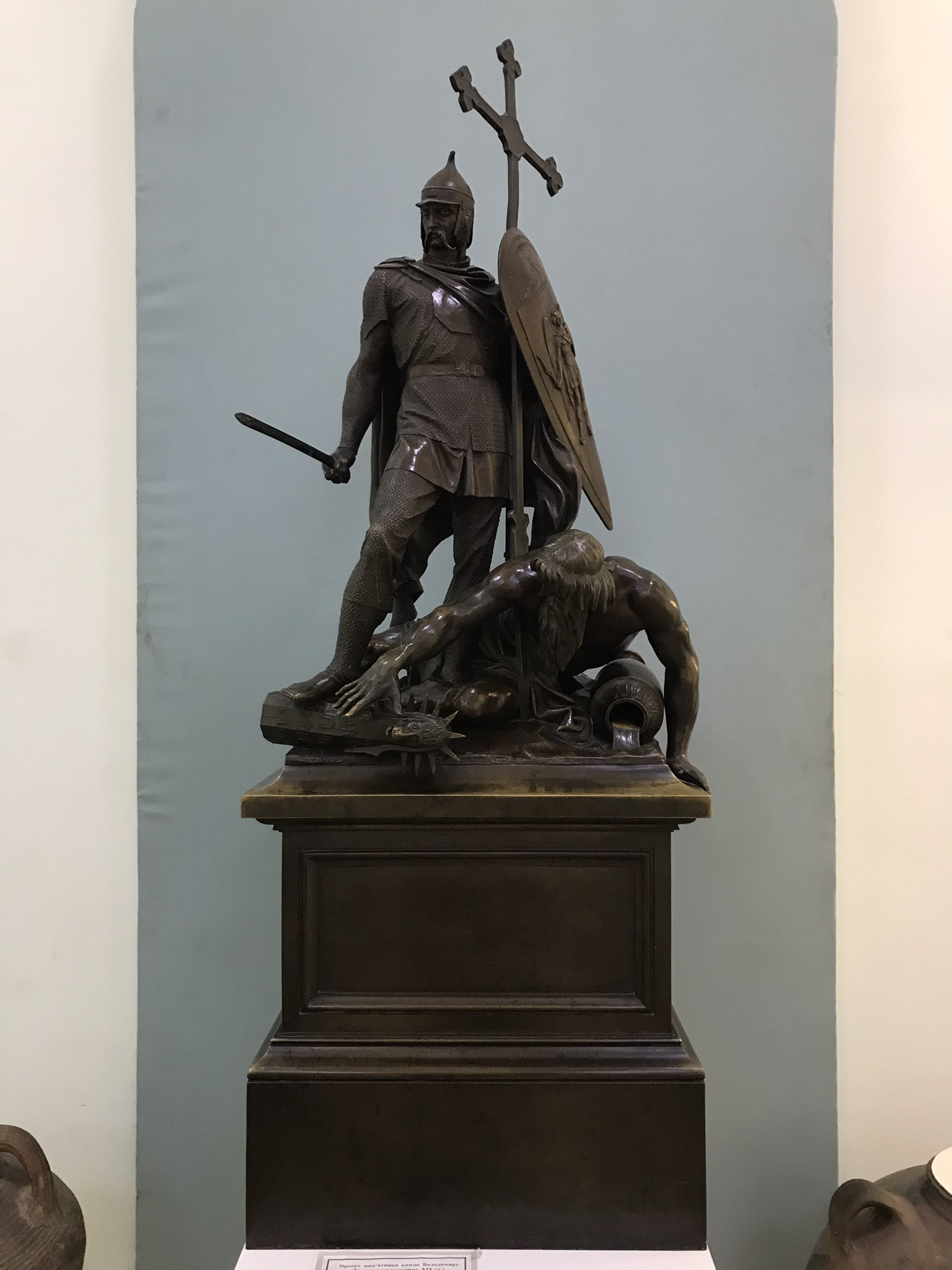
Микола Пименов, проєкт памятника князю Володимиру-Хрестителю (середина XIX ст.). Національний музей історії України, Київ

- М. Шурупов, перебуваючи в Італії, зацікавився ідеєю створення київського пам'ятника, тому вивчав життя князя й завітав до міста. За його проєктом, монумент скаладав би скульптурний комплекс — св. Володимир стоїть на мушлі, її підтримають чотири євангелісти, навколо них — символічне зображення Росії з чадами. Янгол «попирает идолопоклонников» (жінку з ідолом).
- Микола Пименов запропонував проєкт, на якому Володимир стоїть у спокійній позі, права нога його робить крок. У правій руці — хрест, лівій — меч. Підніжжя оточують сім янголів, на постаменті.

### Проєкт Олександра Тона
У 1835 році роботи передали Олександру Тону. У 1842 році остаточно схвалили місце розташування — Олександрівську гору.
Проєкт Тона: п'єдестал становить восьмикутну каплицю візантійського стилю, на ній — у повний зріст Володимир, внизу — чотири євангелісти. На рахунок того, який хрест має тримати князь, велося листування між Академією мистецтв, Святійшим Синодом та Міністерством Імператорського двору. Демут-Малиновський використовував у проєкті невеликий назилений хрест, Тон — великий восьмикінцевий хрест. Проте Микола І розпорядився, щоб хрест стояв вертикально. Спеціальне засідання Святійшого синоду постановило, що Володимир має тримати латинський хрест.
Було схвалено використати п'єдестал Олександра Тона й фігуру Володимира Демут-Малиновського. Князь і архітектор належали до масонської ложі розенкрейцерів, цим пояснюються символи на п'єдесталі — стрічки, змії, мастярки, бичачі голови.
У 1841—1844 роках відбувалося виконання робіт на Володимирській горі, у 1845 році там впала гранітна стіна. У 1847 році було відлито пам'ятник з міді.

### Робота Петра Клодта

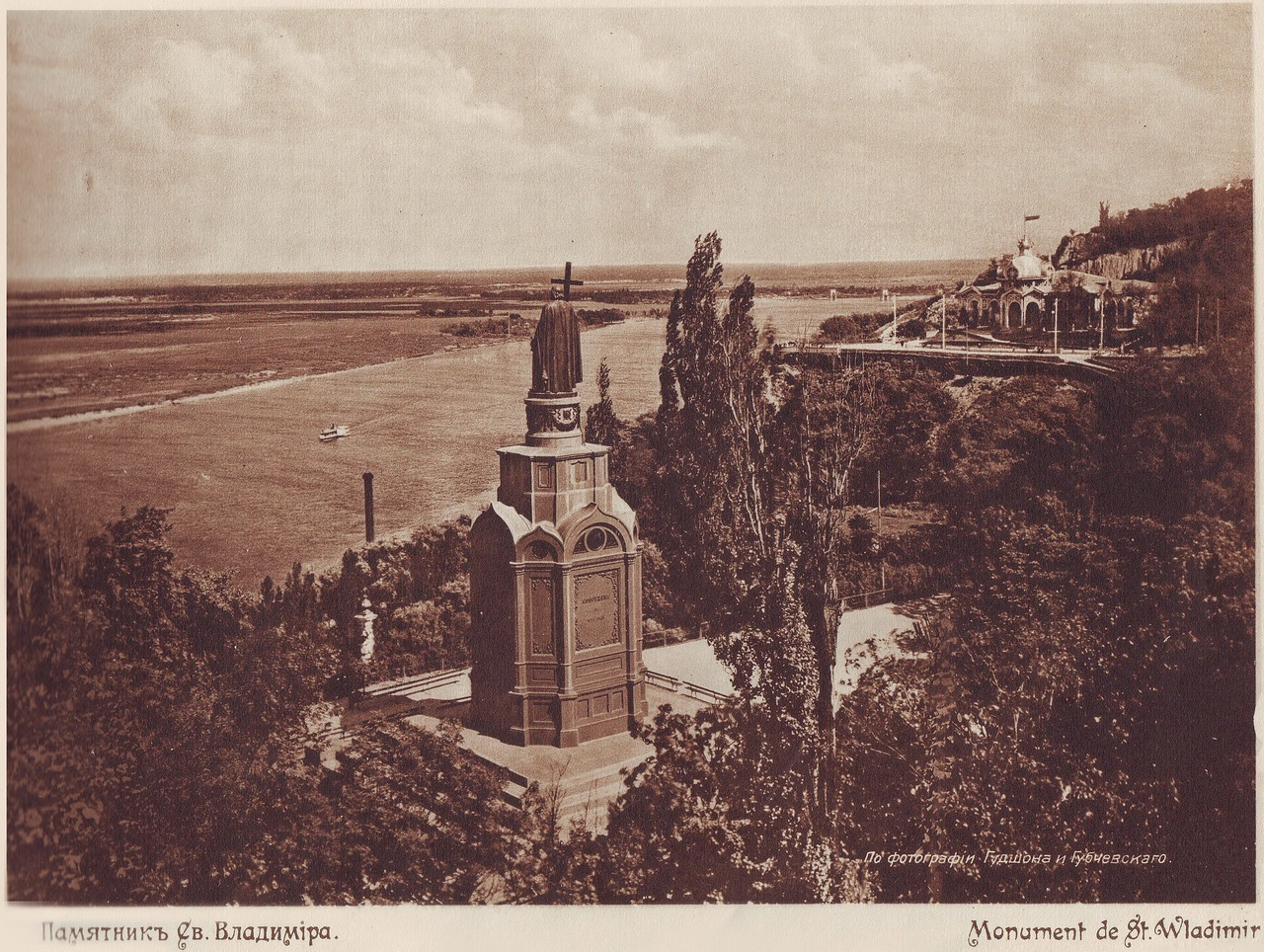
Пам'ятник Св. Володимиру, поч. 1910-х років

У 1850 році Микола І роботу передав Петру Карловичу Клодту фон Юргенсбургу. У 1851 році той приїхав до Києва.
Чавунний постамент відлив купець Новиков із Калуги. 24 березня 1853 року чавунні деталі п'єдесталу із Калуги доставили водою. Взимку із Санкт-Петербурга відправили й скульптуру. Клодт власноруч опікувався цим, із Москви роботу везли на возах, запряжених шестериком коней. Дорогою відбувалися деякі події, що призвели до втечі людей, тож, Клодт кілька діб самотужки охороняв скульптуру. Далі доставку затримувало бездоріжжя. Частина деталей загубилася.
Перспектива будівництва пам'ятника викликала різкий спротив київського митрополита Філарета (встановлювати «ідол» найвідомішому борцеві з ідолошануванням було з точки зору Церкви блюзнірством). Зрештою компроміс знайшовся — у формі затвердження в липні 1853 року лобійованого митрополитом проєкту будівництва Володимирського собору. Тож 28 вересня (10 жовтня) 1853 року пам'ятник було урочисто відкрито. У церкві не було заведено освячувати пам'ятники, тому презентацію монумента поєднали з відкриттям Ланцюгового мосту через Дніпро 15 жовтня 1853.

### Барельєф
На одній із восьми граней постаменту встановлено барельєф «Хрещення народу руського». У нижньому ряді справа — жінка із малюком, що всміхається, зліва — дідуся привели хреститися син і онук, зверху — благословіння й миропомазання. Центр композиції означено фігурою єпископа.

### Кінець XIX— початок XX століття

Семен Могилевцев

Наприкінці століття Володимирська гірка стала парком у його теперішньому вигляді. Сергій Ромішовський, керівник Київської міської садової комісії, писав:
|  | Це місце, улюблене киянами, облаштоване на кшталт швейцарських гір. Тут багато шосованих доріжок, цегляних резервуарів та спусків, які з'єднують між собою майданчики і тераси. |

Вже тоді міська влада прагнула якось «оживити» дещо похмурий пам'ятник. Зокрема, певний час чавунну поверхню постаменту фарбували у білий колір. Намагалися робити підсвічування газовими горілками.
У 1895 році на кошти мецената, відомого київського підприємця Семена Могилевцева організоване електричне підсвічування хреста (відновлене після розпаду Радянського Союзу). Михайло Булгаков у романі «Біла гвардія» писав:
|  | …сверкал электрический белый крест в руках громаднейшего Владимира на Владимирской горке, и был он виден далеко, и часто летом, в черной мгле, в путаных заводях и изгибах старика-реки, из ивняка, лодки видели его и находили по его свету водяной путь в Город, к его пристаням. Зимой крест сиял в черной гуще небес и холодно и спокойно царил над темными пологими далями московского берега, от которого были перекинуты два громадных моста…(рос.) |

### Радянські часи
В радянські часи пам'ятник став одним із небагатьох монументів, споруджених до 1917 року, яким вдалося уціліти. Проте з нього намагалися збити всі прикраси релігійного змісту. Мабуть, не без успіху, бо у 1953—1954 роках (до 100-річного ювілею) пам'ятці знадобилася реставрація.
Після неї пам'ятник не чіпали. Він став своєрідною візитівкою міста, а у 1988 році навіть потрапив на радянську ювілейну монету з нагоди 1000-ліття Хрещення Русі.

### Сучасність
У березні 2009 року Києвом поширилися чутки про загрозливий стан пам'ятника — можливість його руйнування внаслідок зсувів ґрунту. ЗМІ то називали причинами надзвичайної ситуації вирубку дерев сучасними «забудовниками», то вказували на аналогічні проблеми ще у XIX столітті.

## Скульптура та архітектура

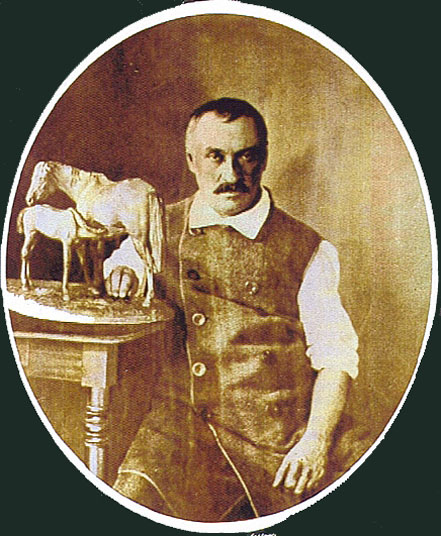
Петро Клодт

Бронзова 4,4-метрова статуя Хрестителя Русі, зображеного у плащі-корзні з великим хрестом у правій руці та великокнязівською шапкою у лівій, височить на 16-метровому постаменті, що має обриси восьмигранної каплиці у псевдовізантійському стилі на квадратному стилобаті. Цегляні постаменти і стилобат облицьовано чавунними плитами. Загальна висота пам'ятника — 20,4 м.
Скульптурне оформлення постаменту (горельєф «Хрещення Русі», барельєфи з гербом Києва і зіркою ордена Святого Володимира) виконав Василь Демут-Малиновський у 1843 році. Після його смерті у 1846-му роботу продовжив скульптор барон Клодт. Він створив статую Володимира Великого. Існує розповсюджена версія про те, що архітектором постаменту пам'ятника нібито був провідний зодчий того часу Костянтин Тон — автор проєктів Великого Кремлівського палацу та храму Христа Спасителя у Москві. Але насправді на кресленнях київського монумента стоїть чіткий підпис його старшого брата, професора Олександра Тона.
Скульптурні деталі постаменту відлито на Дугненському заводі біля Калуги, статую — у Санкт-Петербурзі, особисто Петром Клодтом у його майстерні. З Санкт-Петербурга до Москви статую доправили потягом. У Києві на той час залізниці ще не було, тому далі деталі пам'ятника везли кіньми.

## Додаткові факти
- Монумент Володимиру Великому — найстаріший скульптурний пам'ятник у Києві, що зберігся у практично первинному вигляді. Його встановили в 1853 році, а, наприклад, пам'ятник Богдану Хмельницькому тільки у 1888-му.

### Міські легенди
- За легендою, постамент пам'ятника прикриває потужний підземний колодязь, і це начебто врятувало його від знищення в роки нацистської окупації (німці злякалися, що води заллють місто).
- Згідно з іншою легендою, під постаментом заховано церковні скарби.
- Засилля алегоричних зображень біля підніжжя статуї (зброя, смолоскип просвітництва, символи родючості, букранії тощо) спричинили помилкові твердження про наявність серед них масонської символіки[16].
- Літери «СРКВ» (Святий Рівноапостольний Князь Володимир) всередині зображеної на одному із барельєфів зірки російського ордена Святого Володимира перевернуті. В тому, що насправді є просто помилкою ливарників, дехто також схильний вбачати містичний зміст.

### Пам'ятник на грошах
Зображення пам'ятника використано на радянській (на честь 1000-ліття Хрещення Русі) та українській (на честь візиту в Україну Вселенського патріарха Варфоломія I) ювілейних монетах, а також в оформленні серії (купюри номіналом 10000, 20000, 50000, 100000, 200000 і 500000) українських купонокарбованців 1992—1996 років.

#### Ювілейні монети
| Зображення                                                                    | Номінал    | Країна  | Рік випуску     | Характеристики | Аверс | Реверс | Автори                                                                           |
| ----------------------------------------------------------------------------- | ---------- | ------- | --------------- | --- | --- | --- | -------------------------------------------------------------------------------- |
| Ювілейна монета СРСР на честь 1000-ліття Хрещення Русі                        | 25 рублів  | СРСР    | 13 вересня 1988 | Паладій 999 проби, діаметр — 37 мм, вага — 31.1 г (1 тройська унція), гурт рифлений, тираж 7000 шт.                                                   | Герб СРСР, номінал, рік випуску. | Напис 1000-РІЧЧЯ ХРЕЩЕННЯ РУСІ, зображення пам'ятника князеві Володимиру. | Автор ескізів — О. О. Колодкін, моделей — С. М. Іванов.                          |
| Ювілейна монета на честь візиту в Україну Вселенського патріарха Варфоломія I | 50 гривень | Україна | 20 жовтня 2008  | Срібло 999 проби, діаметр — 85 мм, вага — 500 г, гурт гладкий із заглибленим написом, якість виготовлення «спеціальний анциркулейтед», тираж 1000 шт. | Малий Герб України, під яким напис — УКРАЇНА, по колу — написи НАЦІОНАЛЬНИЙ БАНК (угорі), П'ЯТДЕСЯТ ГРИВЕНЬ (унизу) у колі на тлі Дніпра та Лівобережжя зображено пам'ятник Володимиру Великому, ліворуч на стрічці — рік карбування монети. | У колі зображено Президента України Віктора Ющенка, який тримає вінок із запаленою свічкою, полум'я якої імітує голограма, та Вселенського Патріарха Варфоломія І, по колу розміщено напис — НА ЧЕСТЬ ВІЗИТУ В УКРАЇНУ ВСЕЛЕНСЬКОГО ПАТРІАРХА ВАРФОЛОМІЯ І. | Автор ескізів — Роман Чайковський. Автори моделей — він та Володимир Дем'яненко. |

#### Купонокарбованці

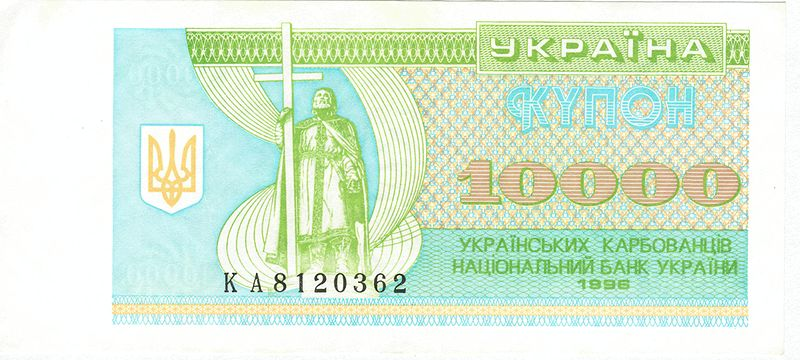
10000 крб.
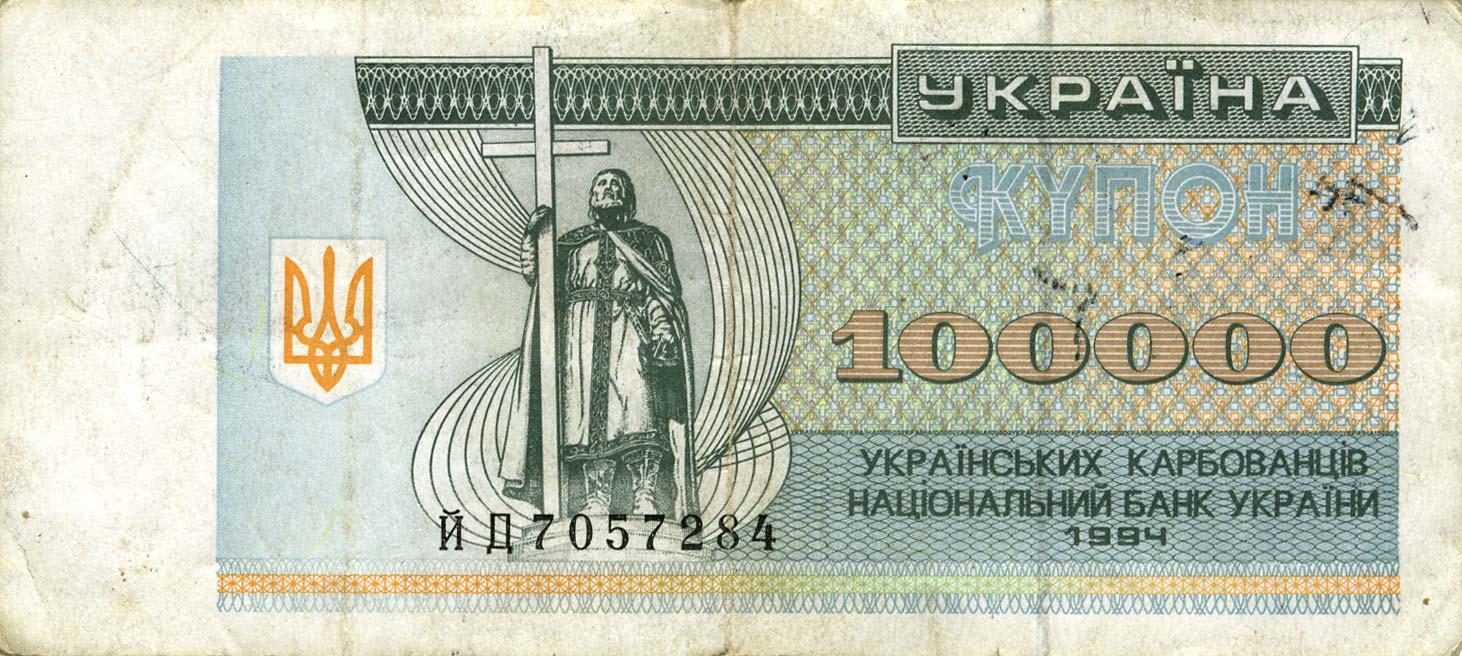
100000 крб.
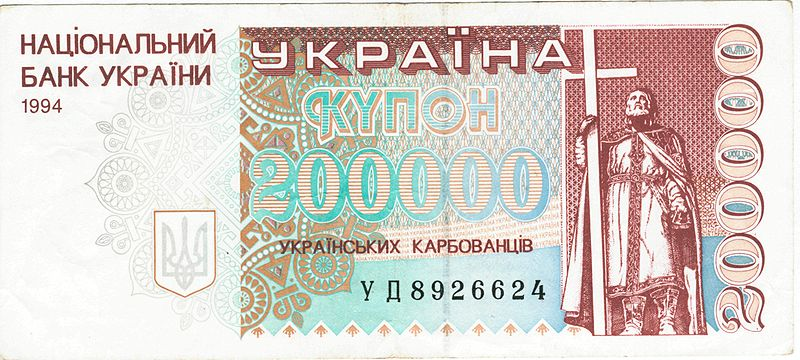
200000 крб.
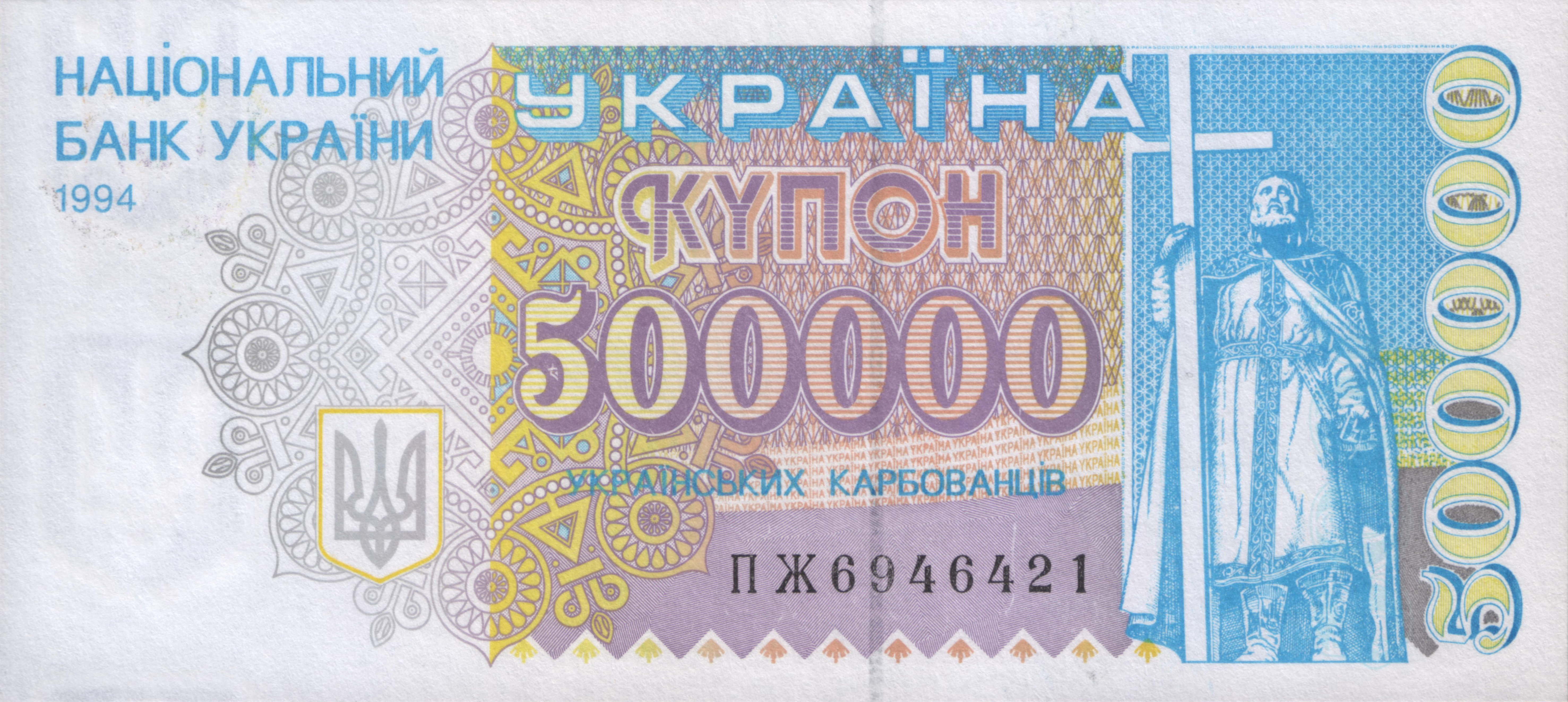
500000 крб.

### Пам'ятник на марках

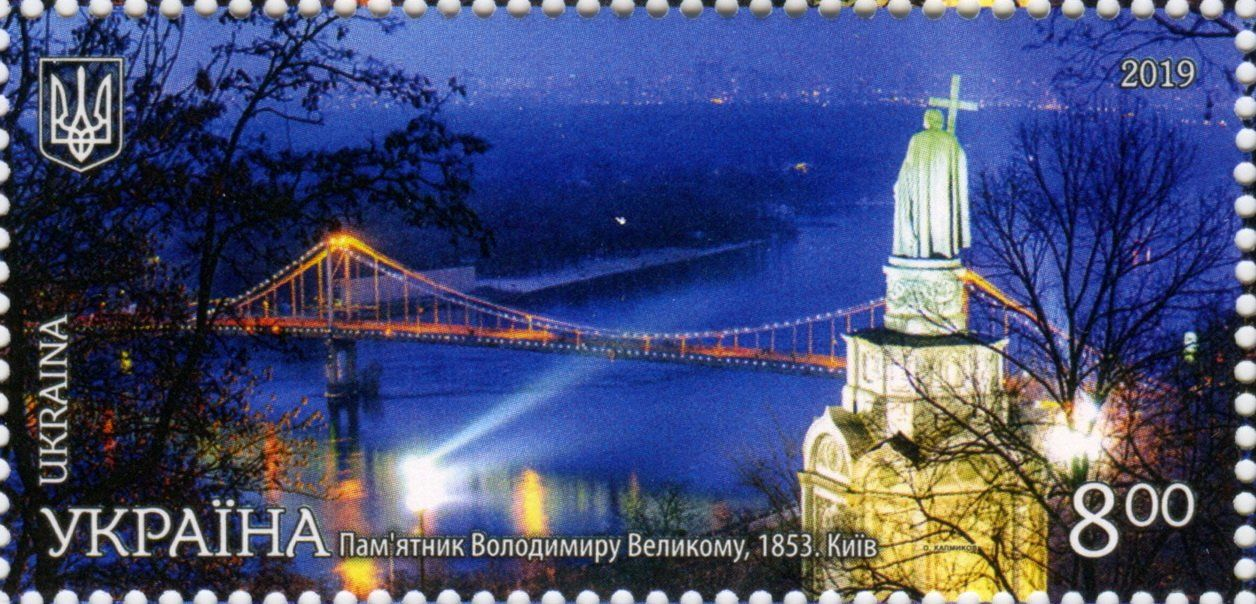
Марка «Пам'ятник Володимиру Великому. 1853. Київ», 2019

25 травня 2019 року Укрпошта ввела в обіг марку «Пам'ятник Володимиру Великому. 1853. Київ».

## Світлини

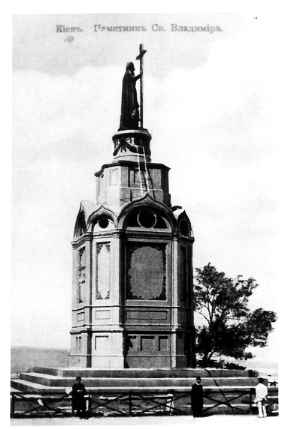
На старовинній листівці
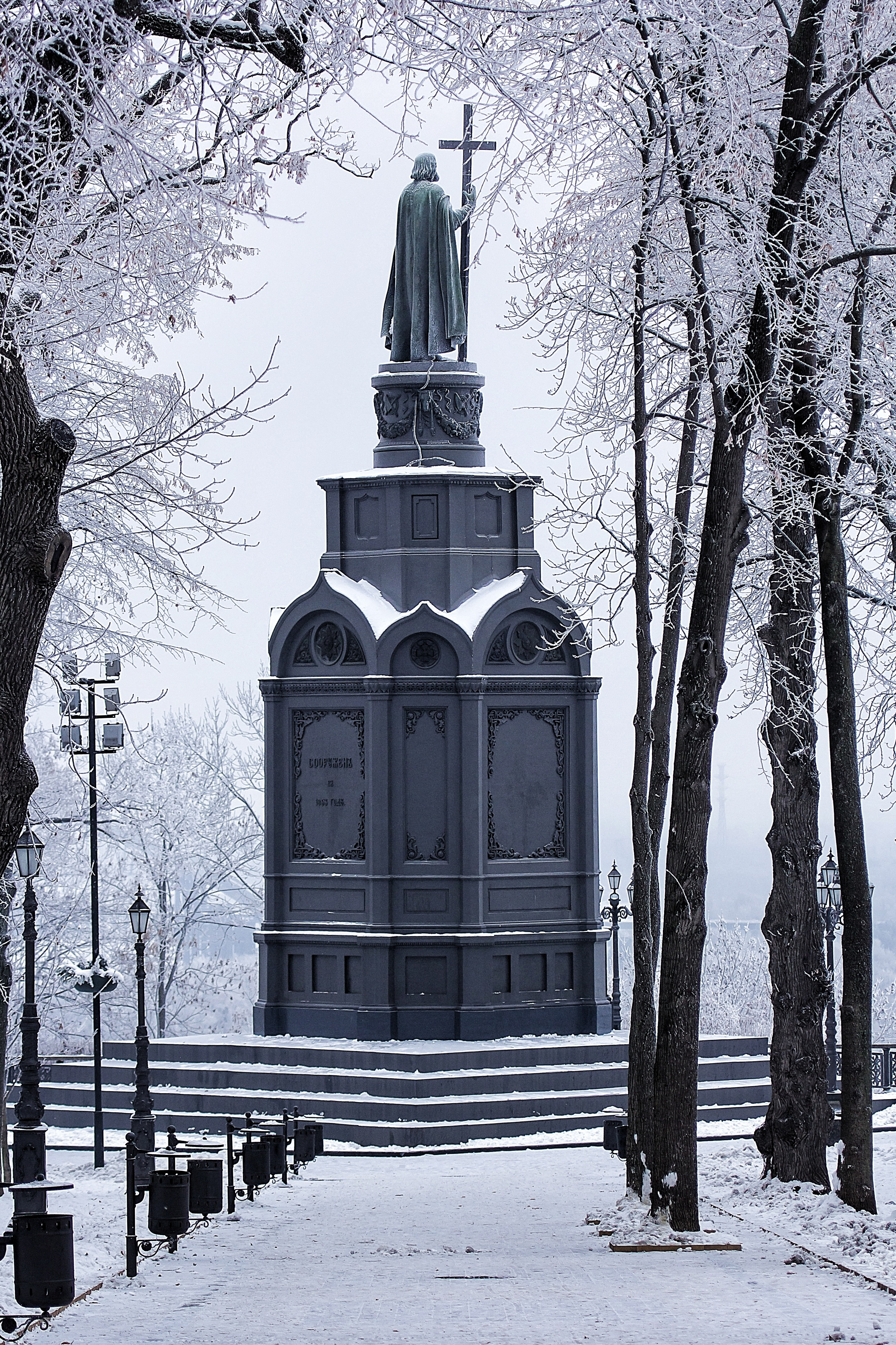
Пам'ятник взимку
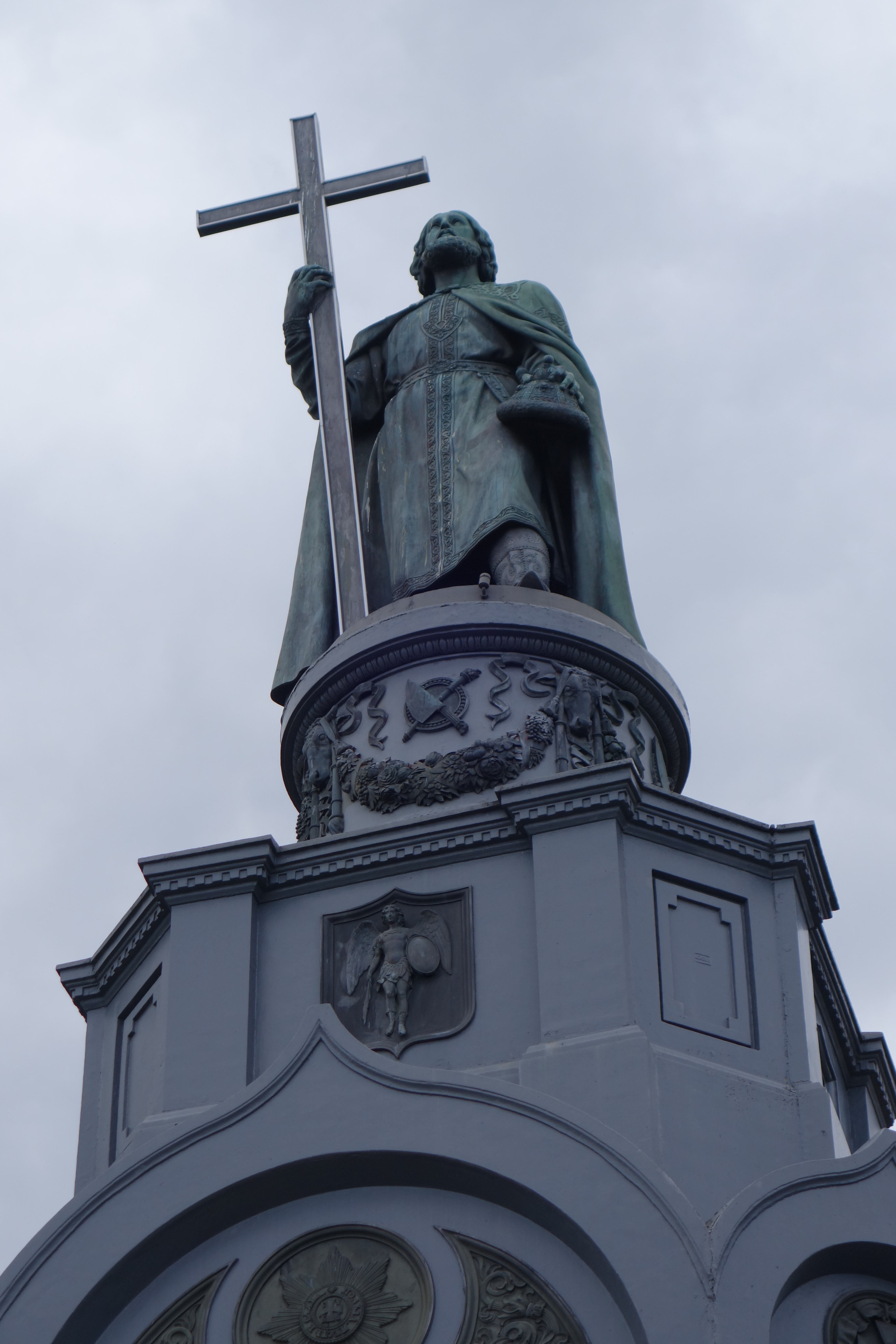
Статуя Володимира Великого
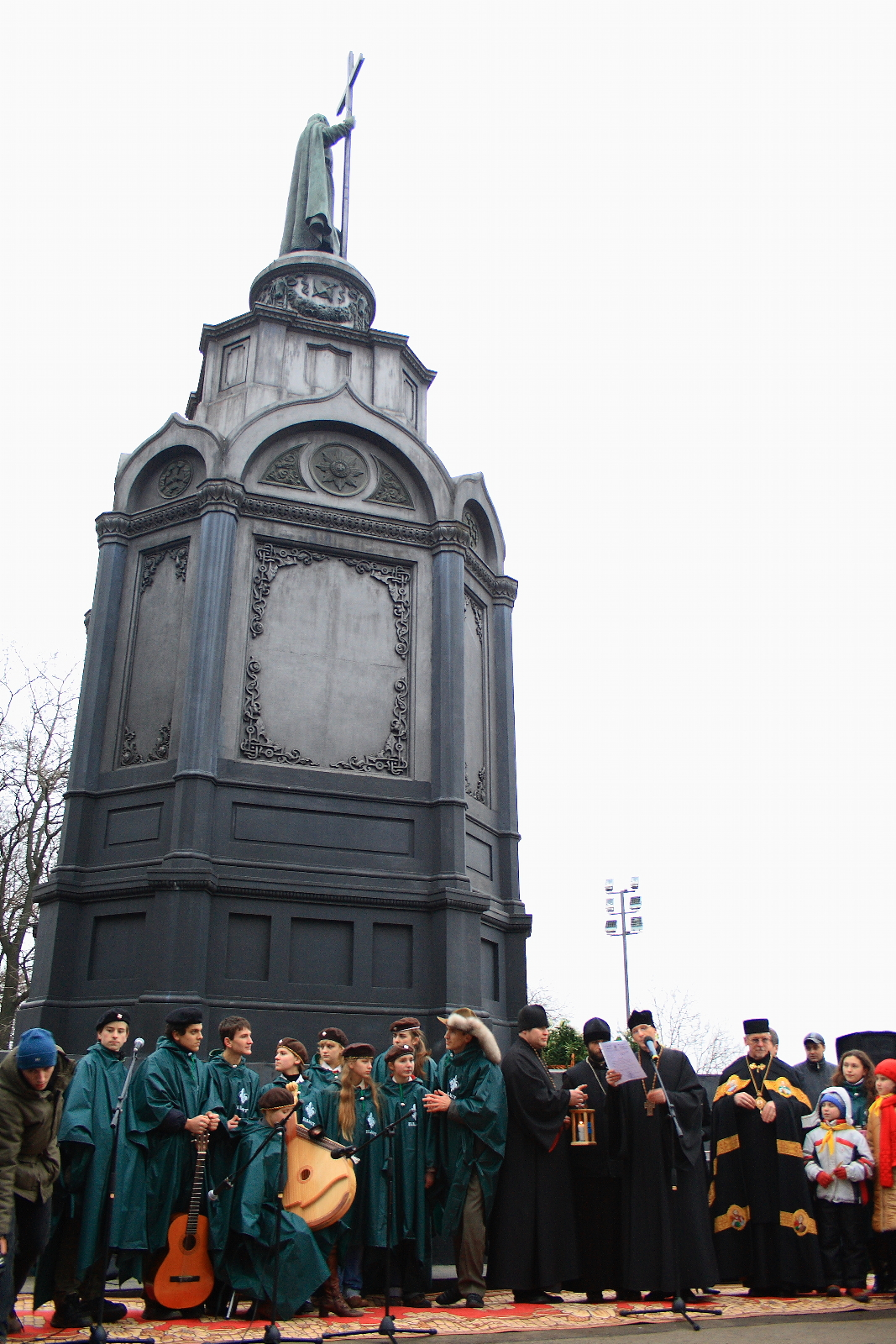
Передача Вифлеємського вогню миру у грудні 2007 року біля підніжжя пам'ятника
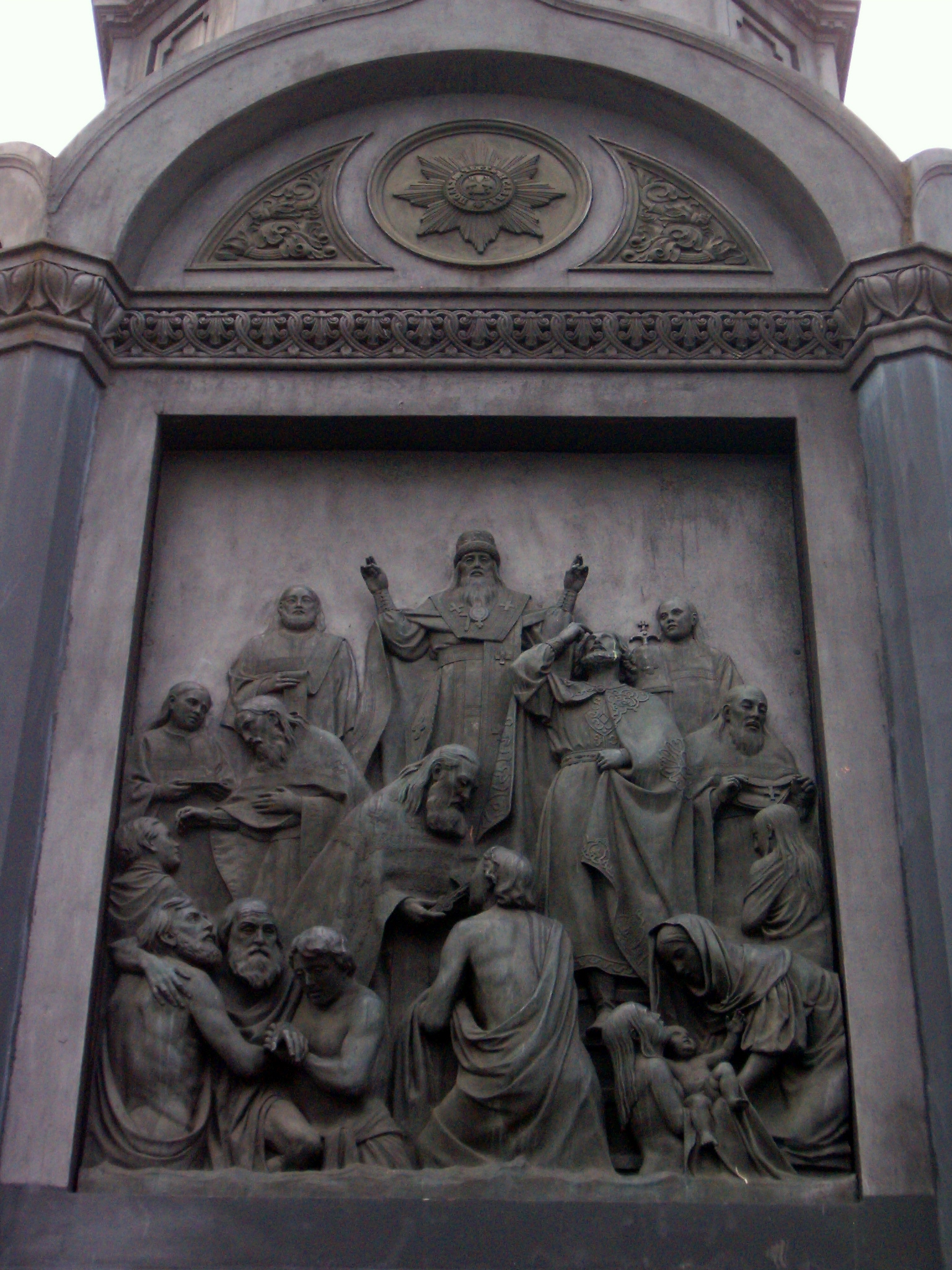
Горельєф «Хрещення Русі» та зображення ордена Святого Володимира
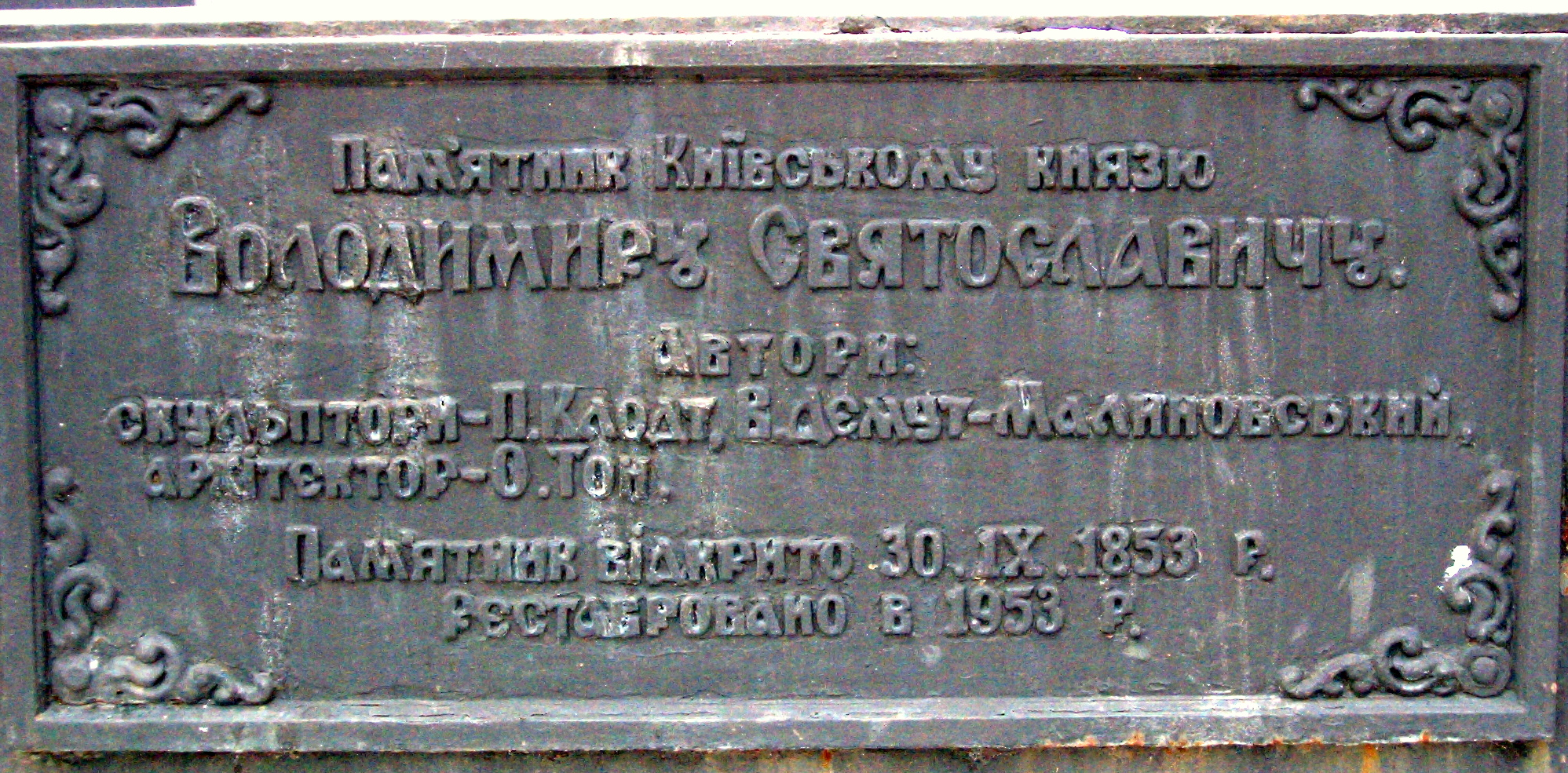
Дошка на честь реконструкції (1953)
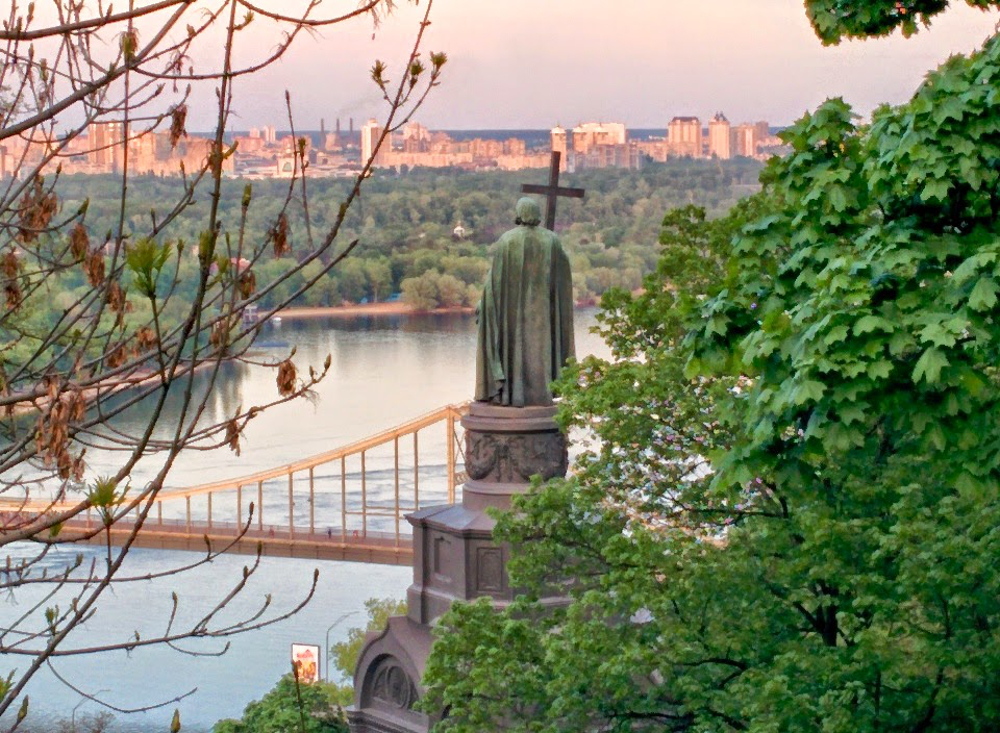
Панорама Дніпра та Лівобережжя
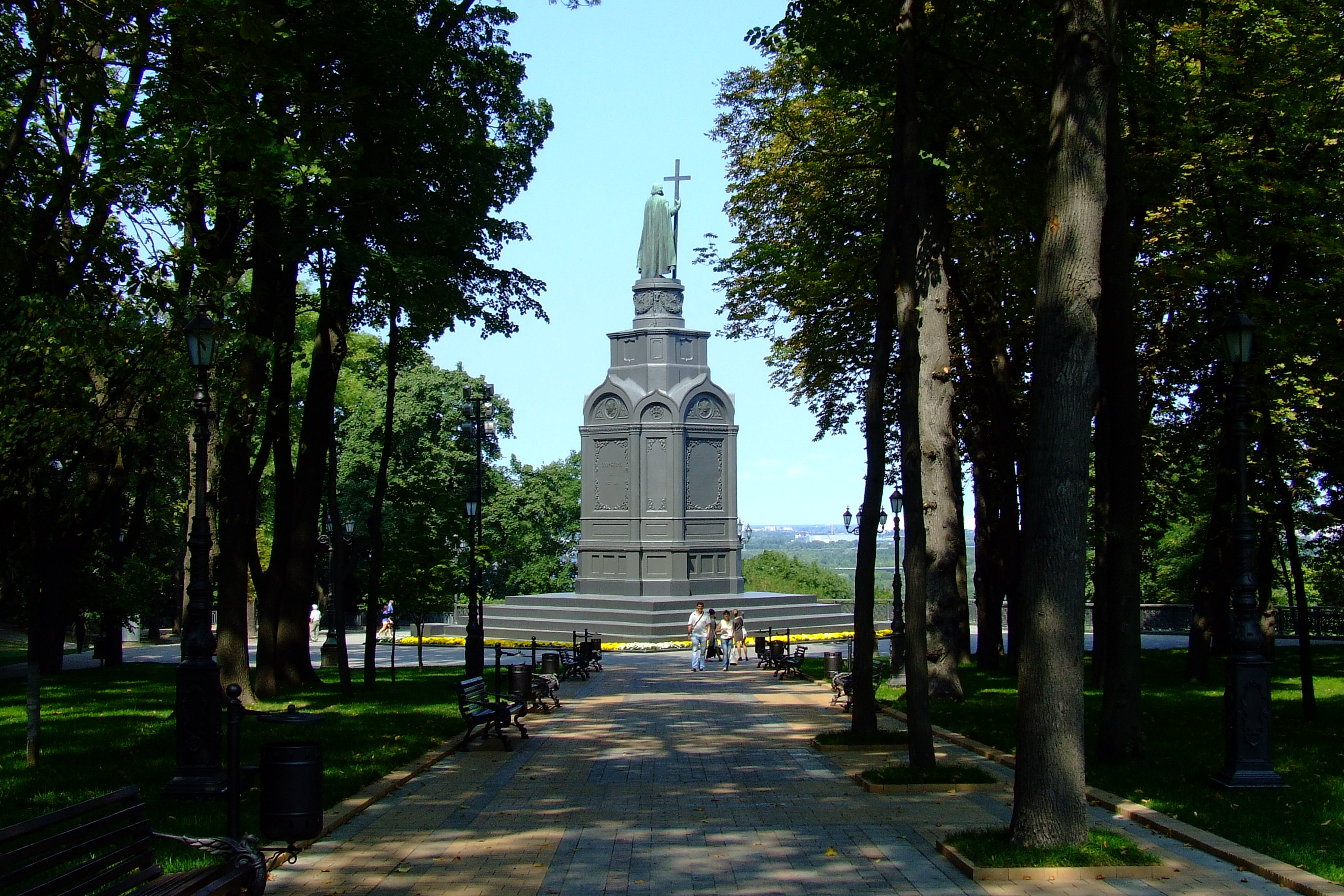
Пам'ятник Володимиру Великому на терасі Володимирської гірки
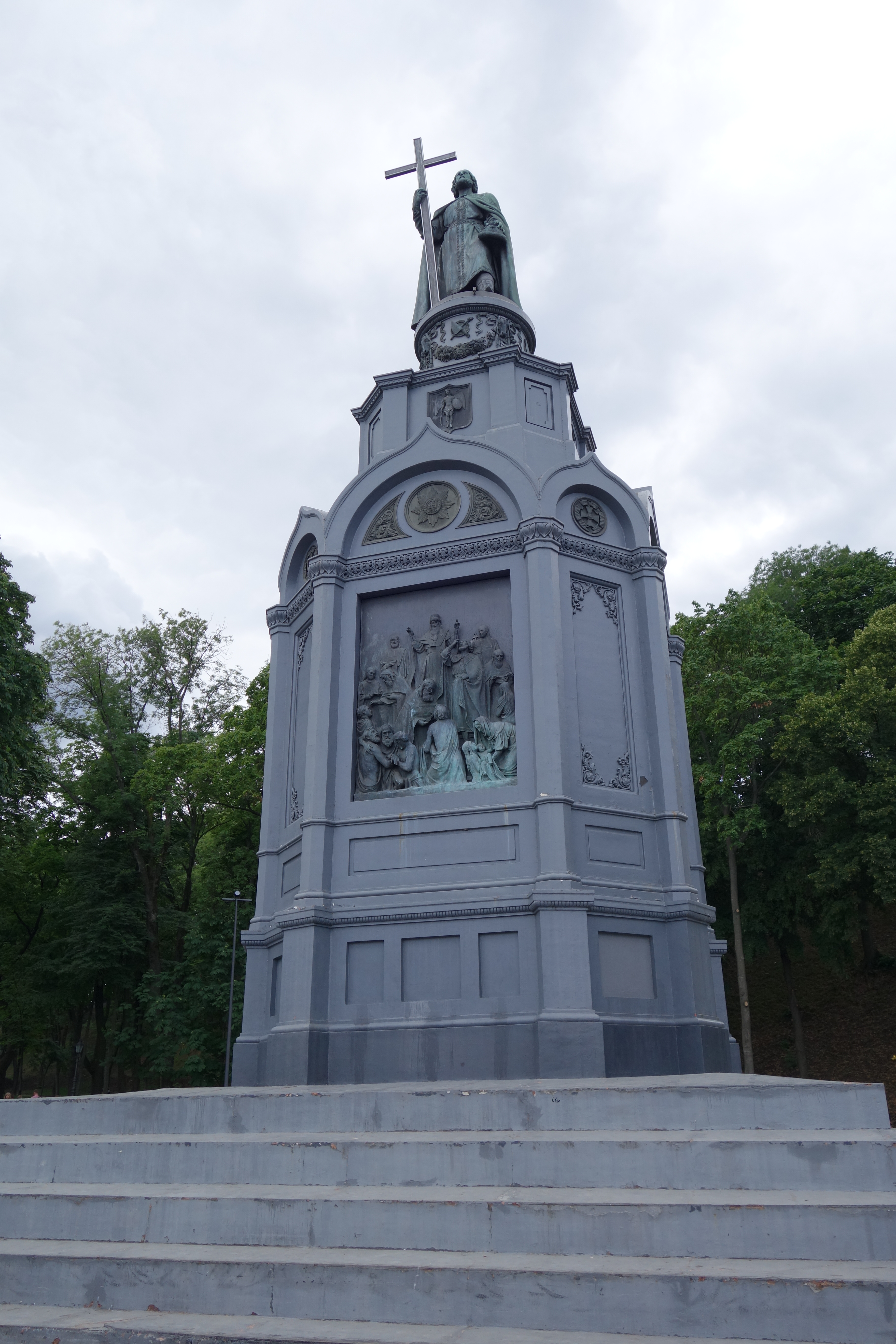
Лицьова сторона пам'ятника
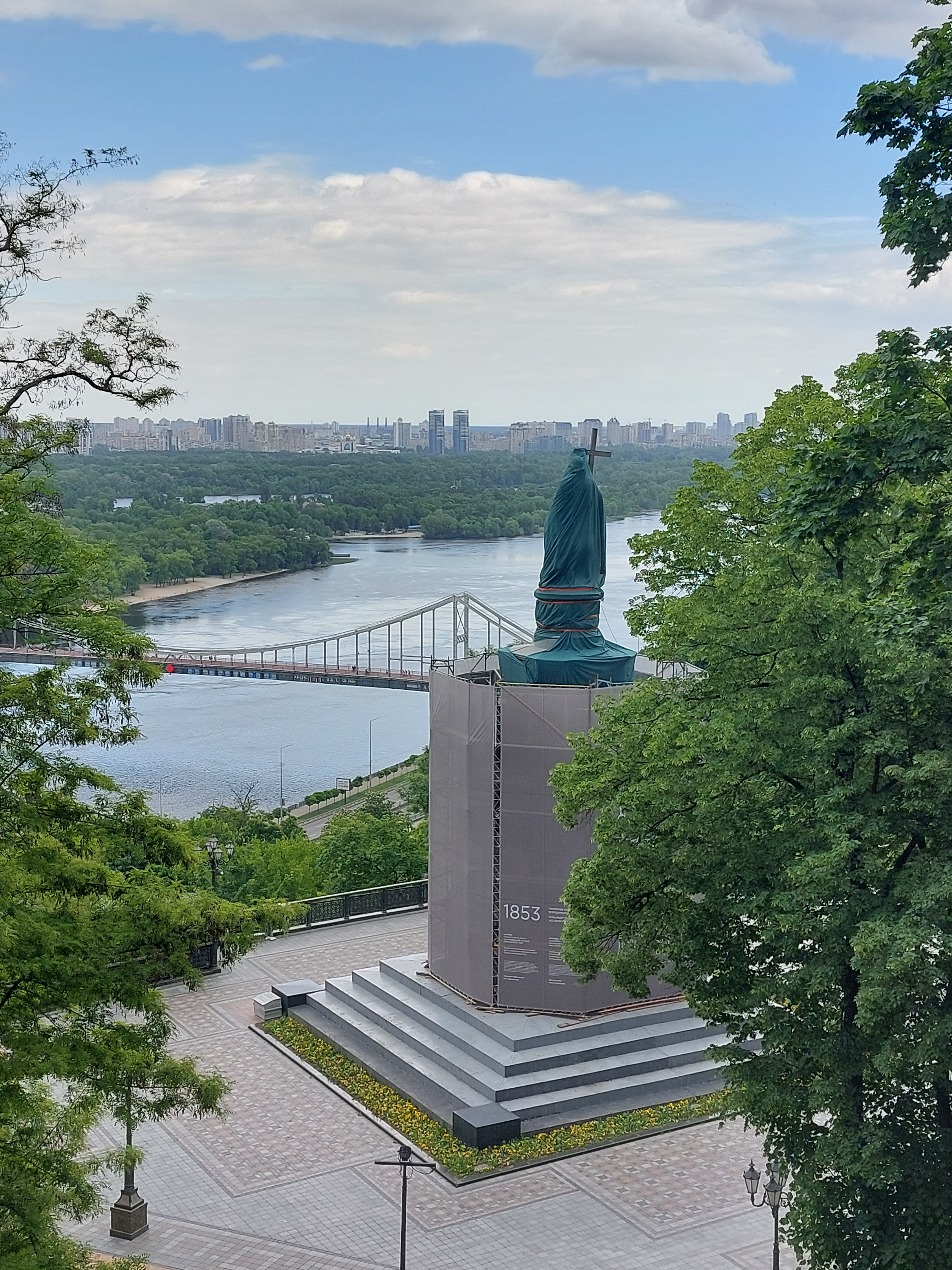
Пам'ятник у травні 2022 року, захищений від можливого руйнування на фоні російського вторгнення в Україну